# Celaenia voraginosa
Celaenia voraginosa Urquhart, 1891 è un ragno appartenente alla famiglia Araneidae.

## Caratteristiche
Rinvenuto un singolo esemplare femmina di dimensioni: cefalotorace lungo 5,2 mm, largo 6mm; opistosoma lungo 10mm, largo 14mm, spesso 11mm.

## Distribuzione
La specie è stata reperita in Tasmania.

## Tassonomia
Al 2012 non sono note sottospecie e dal 1891 non sono stati esaminati nuovi esemplari.